# Глубчицкое княжество
Глубчицкое княжество или Герцогство Леобшютц (чеш. Hlubčické knížectví, нем. Herzogtum Leobschütz, пол. Księstwo Głubczyckie) — одно из силезских княжеств со столицей в Глубчице (Леобшютце).

## История
Глубчицкое княжество образовалось в 1377 году, когда сыновья князя Микулаша II Опавского разделили Ратиборско-опавское княжество. Для второго сына Микулаша III был выделен город Глубчице с окрестностями, образовавшие Глубчицкое княжество. 
Из-за финансовых трудностей Микулаш III заложил Глубчицкое княжество родственникам со стороны матери, князьям Олесницким. В 1394 году он скончался, не вступив и в брак и не оставив детей. Право выкупа княжества он передал своему младшему сводному брату Пржемыслу, который им воспользовался.
1420 году Пржемысл I передал Глубчицкое княжество своему старшему сыну Вацлаву II Опавскому, после смерти которого оно перешло к его сыновьям Янушу и Яну. Оба они в брак не вступали и умерли бездетными. В 1479 году князь Ян III Благочестивый принес ленную присягу королю Чехии Матьяшу Хуньяди. Когда князь Ян III скончался между 1482 и 1485 годами Глубчицкое княжество, как лён без владельца, Матьяш Хуньяди по праву сюзерена присоединил к землям Чешской короны, а впоследствии передал его своему внебрачному сыну Яну.

## Князья Глубчице
| #                                     | Имя (годы жизни)                                 | Родители                                | Годы правления      | Примечания                                                                          |
| ------------------------------------- | ------------------------------------------------ | --------------------------------------- | ------------------- | ----------------------------------------------------------------------------------- |
| 1                                     | Микулаш III Опавский (1343/1350 — 9 июля 1394)   | Ян I Ратиборский Ядвига Олесницкая      | 1377―1394           | князь Ратиборско-опавский (с 1365 по 1377 год)                                      |
| 2                                     | Пржемысл I Опавский (ок.1365 — 28 сентября 1433) | Ян II Железный Ютта Немодлинская        | 1394―1420           | князь Ратиборско-опавский (с 1365 по 1377 год), князь Опавский (с 1377 по 1433 год) |
| 3                                     | Вацлав II Опавский (ок.1397 — 1445/1449)         | Пржемысл I Опавский Анна Луцкая         | 1420―1445/1449      | князь Опавский (с 1433 год по 1445/1449)                                            |
| 4                                     | Януш Фульнекский (ок.1420 — 1454)                | Вацлав II Опавский Эльжбета Краваржская | 1445/1449―1454      |                                                                                     |
| 5                                     | Ян III Благочестивый (ок.1425 — 1482/1485)       | Вацлав II Опавский Эльжбета Краваржская | 1445/1449―1482/1485 |                                                                                     |
| Вошло в состав земель Чешской короны. | Вошло в состав земель Чешской короны.            | Вошло в состав земель Чешской короны.   | 1482/1485           |                                                                                     |